# Heiligenthal
Heiligenthal este o comună din landul Saxonia-Anhalt, Germania.